# Coryphella verrucosa
Coryphella verrucosa — вид голозябрових молюсків родини Coryphellidae.

## Поширення
Вид поширений на півночі Атлантики біля узбережжя Канади, США, Великої Британії, у Ла-Манші та Північному морі.

## Опис
Молюск завдовжки до 4 см. Тіло півпрозоро-біле. Хвіст витягнутий і загострений із середньо-спинною лінією з непрозорого білого пігменту, в якому є круглі напівпрозорі плями. Ця біла лінія може проходити вздовж спини серед церат від хвоста, розпадаючись на плями. У різних частинах свого ареалу цей вид має різнобарвні форми, які можуть бути різними видами. Подекуди травна залоза в цератах червона, а в інших місцях переважають церати з коричневою травною залозою, хоча відомо, що колір травної залози у видів Coryphellidae залежить від дієти. Ротові щупальця мають на верхніх поверхнях широку білу смужку.

## Екологія
Мешкає на скелястому або піщаному дні на глибині від 0 до 183 м. Живиться дрібними сидячими бехребетними (переважно кнідаріями), детритом і планктоном. Coryphella verrucosa — гермафродит, але самозапліднення не відбувається.